# 五所川原立佞武多

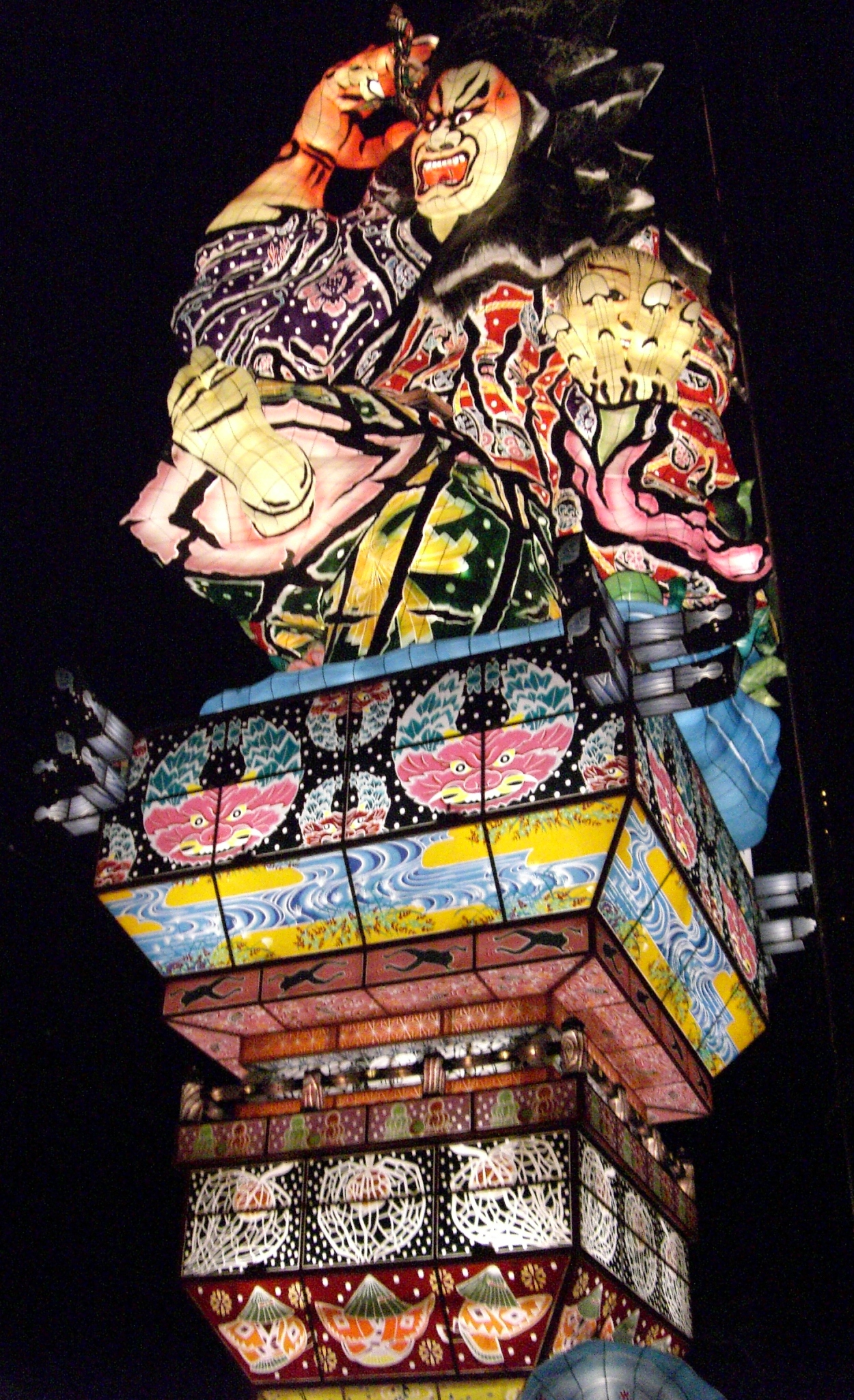
五所川原立佞武多の山車

五所川原立佞武多（ごしょがわらたちねぷた）は、民俗行事の「眠り流し」を起源とするねぷたの一種で、青森県五所川原市で開催される祭礼。明治時代から大正時代の初期にかけて巨大ねぷたで知られたが、電線の架設や二度の大火を経て小型化していった。1996年（平成8年）に巨大ねぷたが復活して「立佞武多」と命名され、1999年（平成11年）からは祭りの名称も「五所川原立佞武多」となった。
「立倭武多」と誤植されることもある（その中には旅行会社のウェブページやパンフレットもある）が、佞（ネイ）と倭（ワ、イ）は別字である。

## 概要
開催期間は8月4日から8月8日である。なお、開催期間前日の8月3日には五所川原花火大会が開催されている。
青森のねぶたと構造は基本的に同じである。しかし、五所川原立佞武多は、高さ約23メートル、重さ19トンと非常に規模が大きい。この製作は常設展示施設である立佞武多の館内の立佞武多製作所で製作されている。
祭りの行列は、忠孝太鼓を先頭に、毎年新作1台を加えた3台の大型立佞武多のほか、市内の町内会や高校、祭り団体、企業などが製作した大小の立佞武多や組ねぷたが運行される。

## 歴史

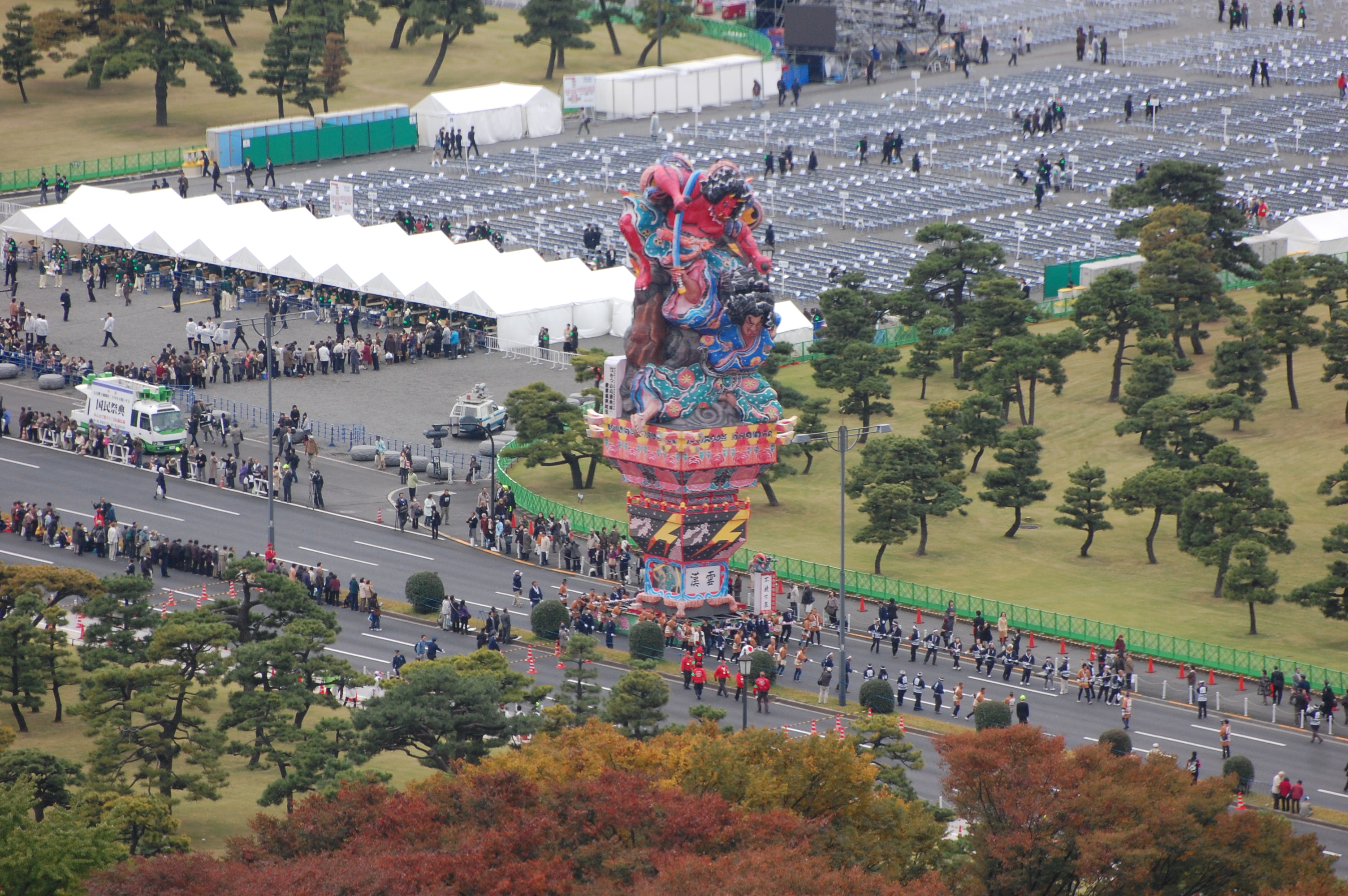
2009年11月12日、天皇陛下御即位二十年をお祝いする国民祭典のパレードにて披露された五所川原立佞武多

### 盛衰
五所川原の巨大なねぷたが記録に登場するのは1907年（明治40年）頃とされる。豪商や大地主が夏祭りに出すねぷたの規模を競うようになり、高さは30メートルを超えるものもあったといい、近隣の町村から見えるほどの規模となった。しかし、大正末期から昭和初期になると電線が市街地に張り巡らされ、ねぷたは小型化し、戦時下になると祭り自体も縮小化していった。
さらに戦中（1944年）と戦後（1946年）の二度の大火で巨大ねぷたの設計図や写真など製作資料の多くが失われ記憶から薄れていった。
昭和20年代中頃から各町のねぷたの合同運行が再開したが、巨大ねぷたが登場することはなかった。昭和30年代後半には企業のねぷたも加わり、夏祭りは賑わうようになったが、昭和末期から平成初期にはバブル崩壊、地域経済の悪化、少子高齢化などにより賑わいが失われつつあった。

### 復活
1993年（平成5年）、豪商の布嘉（ぬのか）に仕えた大工を親族とする家から、巨大ねぷたの台座の設計図が発見された。そして、有志の手により、1996年（平成8年）に約80年ぶりに巨大ねぷたが復元された。この時に作られた立佞武多「武者」は同年7月3日に岩木川河川敷の約400メートルを運行し、7日には古習に倣い火が放たれ、昇天させられた。
1997年（平成9年）には青森県から五所川原市に対して、1998年（平成10年）12月に東京ドームで開催される「活彩あおもり大祭典」への出展が打診された。これを受けて市は同イベントとそれに先立つ夏祭りでの運行を決定し、電線の地中化や段差の解消などが進められた。そして1998年8月5日の夏祭りで立佞武多「親子の旅立ち」が約30人の若者によって運行された。さらに1999年（平成11年）からは1年に一基ずつ新作が制作され、祭りの名称も「五所川原立佞武多」となった。
2004年の運行では、『ドラゴンボール』の孫悟空の立佞武多が出陣した。また同年暮れ、千葉県の幕張メッセで行われた集英社のイベントにも出展され、その威容を披露した。
2006年の運行では、ハドソンのゲーム『桃太郎電鉄シリーズ』の桃太郎たち&キングボンビーの立佞武多が出陣した。それに先立って3月25日にゲーム総監督のさくまあきらとキャラクターデザイン・イラストを担当する土居孝幸が青森県庁に知事の三村申吾を訪ね、山車の製作を報告した。また、同年及び2007年に発売されたPlayStation 2・Wii・Xbox 360向けソフト『桃太郎電鉄16 北海道大移動の巻!』のオープニングムービーとして桃太郎電鉄立佞武多の出陣の様子が収録された。制作はキャラクターデザインを手掛ける土居孝幸が作成したイメージイラストを元に行われ、主人公である桃太郎の目入れ作業も土居が直接担当している。
2007年の運行では、『機動戦士ガンダム』の立佞武多が出陣した。このガンダム立佞武多は同年8月18・19日に千葉県の幕張メッセで行われた「キャラホビ2007」にも出陣した。

## 運行
囃子方のかけ声は、青森の「ラッセラー」、弘前の「ヤーヤドー」に対し、五所川原では「ヤッテマレ」である。「ヤッテマレ」は津軽弁で、標準語の「やってしまえ」に由来するともいわれている。

## テーマ曲
『立佞武多』 / 作詞・作曲・唄： 吉幾三
吉は同市出身。

## 展示施設
2004年（平成16年）には、祭りの期間以外でも立佞武多3基を常設展示する立佞武多の館が完成した。立佞武多の製作所も併設されておりこちらの見学も可能である。